# Palmar Chico
Palmar Chico es una población mexicana del municipio de Amatepec, está ubicada al suroeste del estado de México.

## Demografía
| Año  | Población |
| ---- | --------- |
| 2010 | 3127      |
| 2020 | 3022      |